# Haidi Giuliani

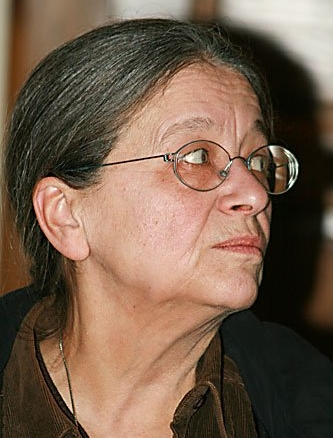
Haidi Giuliani

Haidi Giuliani (* 11. Mai 1944 in Sant’Ambrogio di Valpolicella), eigentlich Adelaide Cristina Gaggio, ist eine italienische Politikerin für die Partei Rifondazione Comunista / Sinistra Europea. Einer breiten Öffentlichkeit bekannt wurde sie vor allem als Mutter des bei den Protesten gegen den G8-Gipfel in Genua 2001 getöteten Demonstranten Carlo Giuliani.

## Leben
Giuliani war bis zu ihrem Ruhestand Grundschullehrerin. Sie ist mit Giuliano Giuliani verheiratet.
Haidi Giuliani trat seit dem Tod ihres Sohnes mehrfach als Gastrednerin auf Diskussionsveranstaltungen in Berlin, London, Madrid, Paris oder Athen auf. Sie engagiert sich in einem Gedenkverein für ihren Sohn und in einem Netzwerk für die Opfer staatlicher Gewalt.
Giuliani hatte zwei Kinder. Ihre Tochter Elena klagte zusammen mit Giuliani und ihrem Mann vor dem Europäischen Gerichtshof für Menschenrechte gegen den Staat Italien, weil der Polizist, der ihren Sohn bzw. Bruder erschossen hatte, nie angeklagt wurde. Die Klage wurde am 25. August 2009 abgewiesen.

## Politik

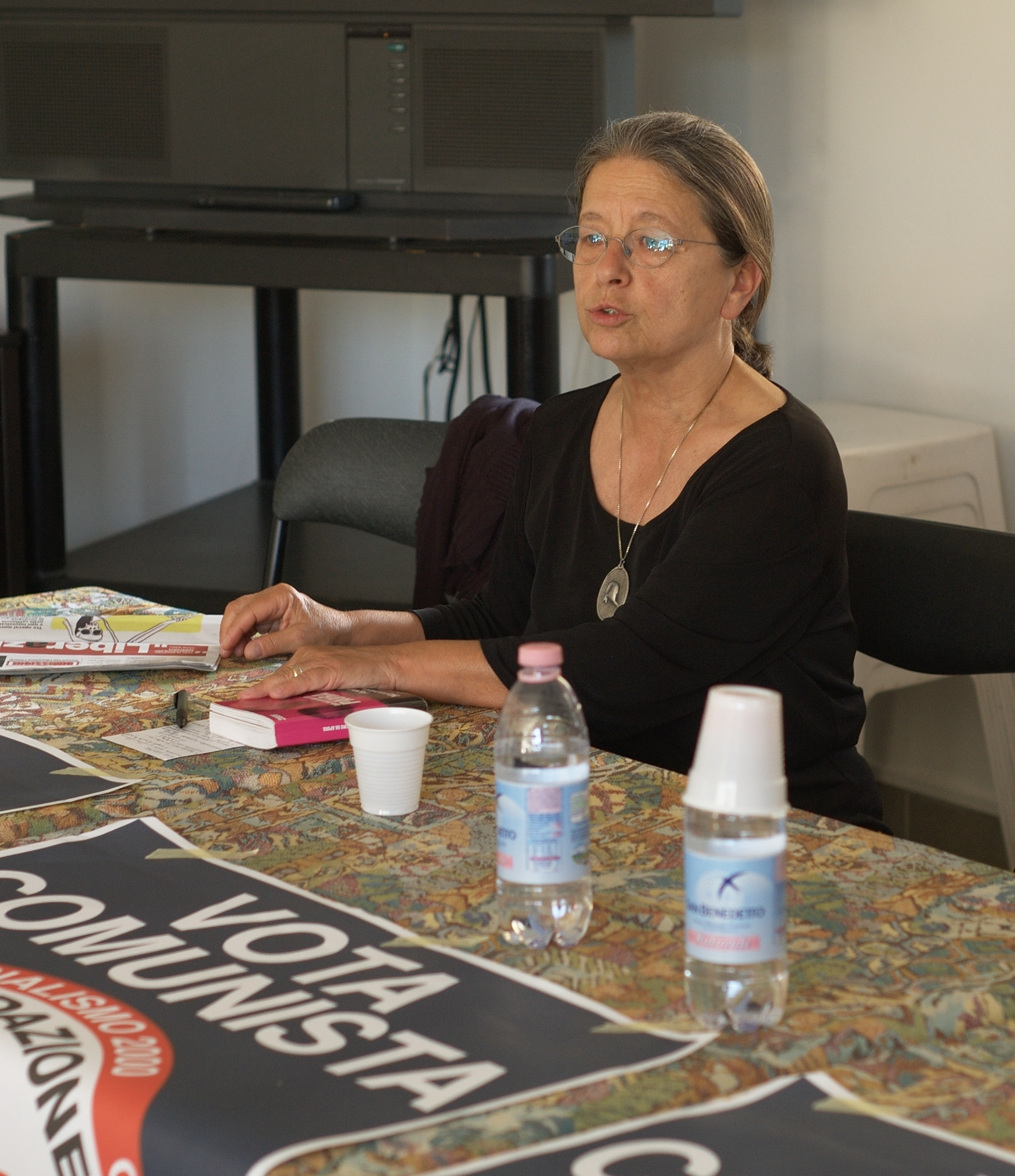
Haidi Giuliani beim Europawahlkampf 2009

Am 12. Oktober 2006 rückte Giuliani als parteilose Linke für Rifondazione Comunista (PRC) in den italienischen Senat nach.

## Schrift
- Haidi Giuliani, Antonella Marrone, Giuliano Giuliani: Un anno senza Carlo. Milano 2002, ISBN 88-8490-247-9.